# Victorien Djedje
Victorien Bolou Djedje (Abidjan, 25 ottobre 1983) è un ex calciatore ivoriano, di ruolo attaccante.

## Carriera

### Club
Djedje iniziò la carriera con la maglia dello Issia Wazi, con cui vinse la Coppa della Costa d'Avorio 2006.
A gennaio 2008, passò allo Haugesund. Debuttò nell'Adeccoligaen il 6 aprile, sostituendo Sten Ove Eike nella vittoria per 3-1 sul Notodden. Il 20 luglio segnò la prima rete, nel 2-0 inflitto al Sandnes Ulf.
Nel 2009, contribuì alla promozione della sua squadra nella Tippeligaen, ma si svincolò nel corso del 2010.